# Храмовый комплекс Сантиссима-Аннунциата (Сульмона)
Храмовый комплекс Сантиссима Аннунциата (итал. Complesso della Santissima Annunziata), освященный в честь Благовещения Пресвятой Богородицы в епархии Сульмона-Вальвы Римско-католической церкви, является самым известным памятником архитектуры в городе Сульмона и считается одним из самых важных памятников на юге Италии.
Главный вход в комплекс находится на Пьяцца Аннунциата. Интересные виды на памятник архитектуры открываются с улиц Вия Панталео и Вия Паолина.

## Церковь
Первоначальная церковь, основанная в 1320 году братством кающихся (итал. Confraternita dei Compenitenti) вместе с прилегающим к ней госпиталем, была разрушена во время землетрясения 1456 года. Новая церковь была построена в начале XVI века. После разрушительного землетрясения 1706 года храм был восстановлен в стиле барокко, с впечатляющим фасадом с двумя рядами колонн, созданным в 1710 году маэстро Норберто Чикко из Пескокостанцо.
Интерьер разделен на три нефа и украшен лепниной. Среди произведений искусства, украшающих церковь, особенно следует отметить фрески Джованни Баттиста Гамбы, расположенные над боковыми алтарями и картины «Пятидесятница» (1598) флорентийского мастера и «Причащение апостолов» Алессандро Салини. В апсиде находятся два полотна Джузеппе Симонелли, ученика Луки Джордано, «Рождество» и «Сретение, или Принесение во храм», а также картина «Благовещение» Ладзаро Бальди, ученика Пьетро да Кортоны.
Деревянные хоры расписаны местным художником Бартоломео Бальконе между 1577 и 1579 годами, в то время как резной и позолоченный главный орган, выполненный в стиле рококо, является работой Фердинандо Моска. Малые органы созданы — с левой стороны Томмазо Чефало из Васто в 1749 году и с правой стороны Федели из Камерино в 1753 году.
В нижней части правого нефа находится мраморный алтарь Пресвятой Девы Марии, выполненный Джакомо Спанья из Рима в 1620 году и украшенный художниками из Пескокостанцо. С правой стороны у входа в церковь находится могила Панфило Серафини, местного патриота, который умер в 1864 году.
В храмовой ризнице находится резная мебель 1643 года в стиле барокко.
Колокольня, возведенная между 1565 и 1590 годами, высотой чуть больше 65 метров, имеет квадратное основание со сторонами в 7,20 метра и два этажа с четырьмя двойными окнами на каждом этаже. Завершается она пирамидальной крышей.
Храм был открыт в декабре 2012 года после трех лет реставрации в связи с землетрясением 2009 года.

## Палаццо

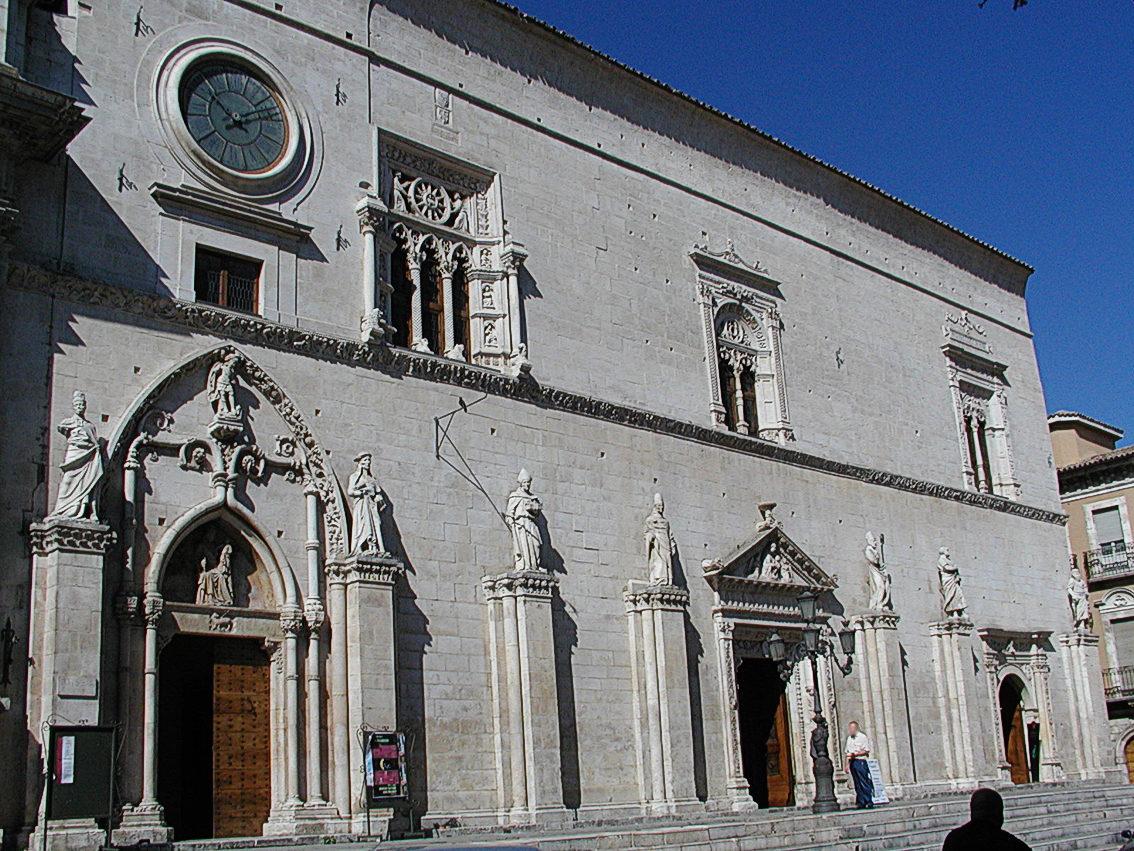
Палаццо

Строительство палаццо, прилегающего к церкви, началось в XV веке и продолжалось в течение почти двух столетий. Землетрясение 1706 года и реконструкции XIX века в значительной мере изменили интерьер здания, но общий план и фасад памятника архитектуры остались почти неизменными.
До 1960 года в задней части здания находилась гражданская больница, в передней — городской суд, муниципальные учреждения, школа и, наконец, городской музей.
Сегодня часть комплекса выделена для деятельности Камерата Музикале Сульмонезе.
Землетрясение 2009 года причинило палаццо большой ущерб.
Крылья и задняя часть палаццо были построены в разное время с 1483 до 1590 год, что подтверждается различными надписями, обнаруженными на здании. Главный вход в палаццо Порта делль Оролоджо, построенный в 1415 году, ведет в коридор в нижней части которого находится статуя поэта Овидия в средневековых одеждах с книгой в руке, на которой четко видно изображение флагов и гербов города Сульмона. На памятнике находится следующая надпись: «POETA OVIDIUS NASO — SULMONENSIS» (Поэт Овидий Назон — сульмонец).
Части здания, которые выходят во внутренний двор были впоследствии преобразованы и модернизированы. Помещения на первом этаже занимает музей.

## Музеи
За исключением северо-западного крыла здания, используемого в качестве концертного зала, все помещения палаццо заняты городским музеем Сульмоны, с археологическим и средневеково-современным отделениями, а также экспозицией «Древнеримский домус» Археологического музея и Музеем абруццо-молизанского народного костюма.